# فرا مورو (دهانه)
فرا مورو یک دهانه برخوردی در ماه‌ است.